# Гайдук, Павел Анатольевич
Павел Анатольевич Гайдук (р. 11 февраля 1976) — казахстанский прыгун с трамплина, участник Олимпиады-1998 и Олимпиады-2002. Мастер спорта Республики Казахстан международного класса

## Биография
На Олимпиаде - 1998 в Нагано был 48-м на нормальном трамплине и 42-м - на длинном, а также - 11 место в командном зачете.
На Олимпиаде - 2002 в Солт-Лейк-Сити был 44-м на нормальном трамплине и 13-м - в командном первенстве.
Участник чемпионатов мира 1997, 1999, 2001 и 2003 годов.
Бронзовый призёр  зимней Азиады 2003 года в командном зачете.